# Peanut
Peanut (circa 2017 – 1 november 2024), ook wel bekend als "P'Nut", was een grijze eekhoorn die in de Verenigde Staten als huisdier werd gehouden en onderwerp werd van felle reacties, publieke verontwaardiging en een wetsvoorstel in dat land.
Peanut werd in 2017 gered door Mark Longo, die hem tot een bekendheid op Instagram maakte. Op 30 oktober 2024 werd Peanut in beslag genomen door het New York State Department of Environmental Conservation (de afdeling Natuurbescherming van New York) en niet veel later ingeslapen. Zijn dood veroorzaakte een storm van reacties op sociale media, een brede publieke verontwaardiging en kritische reacties van diverse wetgevers. Ook leidde het incident tot een voorstel voor een nieuwe wet om soortgelijke situaties in de toekomst te voorkomen. 

## Geschiedenis
Peanut was een eekhoorn die in 2017 werd gered door Mark Longo in New York. Longo probeerde een geschikt thuis voor de eekhoorn te vinden, toen dat niet lukte, voedde hij Peanut de daaropvolgende acht maanden met de fles. Toen Longo het dier weer vrijliet in de natuur, keerde Peanut echter al na een dag terug.
Hoewel het in de staat New York verboden is om eekhoorns als huisdier te houden, woonde Longo gedurende zeven jaar in Norwalk, Connecticut, zonder een vergunning voor Peanut te verkrijgen. Hij verklaarde dat hij bezig was met het aanvragen van de benodigde documenten om Peanut als educatief dier te laten certificeren op het moment dat hij werd ingenomen, maar gaf geen toelichting waarom er in de jaren daarvoor geen vergunning was aangevraagd.
Tijdens de tijd dat Peanut onder zijn hoede was, lanceerde Longo een Instagram-account waarop hij video's van de eekhoorn plaatste. In oktober 2024 had het account inmiddels 534.000 volgers. Via sociale media hielp Peanuts populariteit ook om de aandacht te vestigen op Longo's OnlyFans-account, waar hij zichzelf 'Peanuts vader' noemde en pornografisch materiaal publiceerde. Dit leverde hem in één maand een bedrag van 800.000 Amerikaanse dollar op.
In april 2023 verhuisden Longo en zijn vrouw van Norwalk naar het noorden van de staat New York, waar zij een dierenasiel onder de naam P'Nuts Freedom Farm Animal Sanctuary oprichtten. Ze droegen zelf de helft van de kosten voor het opvangcentrum; de rest werd gefinancierd via de inkomsten van Peanuts socialemedia-activiteiten. Volgens Longo en zijn vrouw hadden zij in november 2024 al meer dan 300 dieren gered in het opvangcentrum. Echter, Longo bezat geen officiële vergunning als dierenverzorger.

## Dood
Op 30 oktober 2024 werden Peanut en een wasbeer genaamd Fred uit het huis van Longo in Pine City gehaald door de afdeling Natuurbescherming van New York. Ze hadden meldingen ontvangen over "mogelijk onveilige huisvesting van wilde dieren die hondsdolheid zouden kunnen dragen" en het illegaal houden van wilde dieren als huisdieren. Longo gaf aan dat hij bezig was met het papierwerk om Peanut als educatief dier te laten registreren toen de eekhoorn werd meegenomen. 
Longo startte direct een handtekeningenactie om eekhoorn Peanut en wasbeer Fred vrij te krijgen. Tienduizenden mensen ondertekenden de actie. Zelfs zakenman Elon Musk, gaf aandacht aan de situatie van Longo en de dieren.
Volgens de afdeling Natuurbescherming moesten de dieren worden ingeslapen, zodat ze getest konden worden op hondsdolheid, aangezien er nog geen betrouwbare testen zijn om dieren levend hierop te kunnen testen.
Longo sprak later zijn ongenoegen uit over de dood van Peanut en zei dat dit "niet zonder gevolgen zou blijven." Het incident leidde tot hevige kritiek, waarbij het werd gezien als een geval van buitensporige overheidsinmenging in privézaken en het recht op het houden van huisdieren. Longo beweerde verder dat het agentschap tijdens de inval onnodig geweld gebruikte, wat volgens hem vijf uur lang duurde. In een interview met de New York Post suggereerde hij dat de anonieme meldingen mogelijk waren ingegeven door afgunst vanwege het succes van zijn OnlyFans-account.

## Gevolgen
De dood van Peanut leidde tot een brede publieke verontwaardiging, verontwaardiging op sociale media, veroordeling door verschillende wetgevers en een wetsvoorstel dat erop gericht was soortgelijke incidenten in de toekomst te voorkomen. 
Het voorval werd door de MAGA-beweging aangegrepen als een voorbeeldzaak, waarbij de schuld werd gelegd bij de Democratische partij. Verschillende prominente Republikeinen uitten hun onvrede over het doden van de eekhoorn, waarbij sommigen binnen de Trump-campagne beweerden dat de regering-Biden-Harris te streng handhaafde op vergunningen voor het houden van wilde dieren, zoals eekhoorns. Het officiële TikTok-account van de Trump-campagne uitte eveneens kritiek op de dood van Peanut. Gouverneur Kathy Hochul van New York en vicepresident Kamala Harris weigerden commentaar te geven op het incident.
Jake Blumencranz, een afgevaardigde van de staat New York diende hierop een wetsvoorstel in, genaamd "Peanut's Law: Humane Animal Protection Act". Dit voorstel beoogt de New York State Environmental Conservation Law aan te passen om regelgevende buitensporigheden in te perken en strengere beperkingen op te leggen aan het overheidsbeleid rondom de inbeslagname van dieren.